# Коренёк (Сумская область)
Коренек (укр. Кореньок) — село, Суходольский сельский совет,
Глуховский район, Сумская область, Украина.
Код КОАТУУ — 5921587902. Население по переписи 2001 года составляло 316 человек .

## Географическое положение
Село Коренек находится на левом берегу реку Локня, в месте впадения в неё реки Глебовка,
выше по течению на расстоянии в 2,5 км расположено село Малая Слободка,
ниже по течению на расстоянии в 3,5 км расположено село Уланово,
на противоположном берегу — село Червоный Пахарь.
Вдоль русла реки несколько торфяных болот.

## Экономика
- ООО «Мрия».
- КСП «1 Мая».

## Объекты социальной сферы
- Школа І-II ст.

## Достопримечательности
- Братская могила советских воинов.